# Xavier Hervas
Marcelo Xavier Hervas Mora (Guayaquil, 7 de octubre de 1972) es un empresario, ingeniero agroindustrial y político ecuatoriano. Es presidente de la empresa NovaAlimentos S.A. y fue candidato a la presidencia del Ecuador por el partido Izquierda Democrática en las elecciones presidenciales de Ecuador de 2021. En 2023 corre otra vez por la presidencia en las elecciones presidenciales de Ecuador de 2023, esta vez por el movimiento RETO.

## Biografía

### Primeros años y formación
Xavier Hervas nació en Guayaquil el 7 de octubre de 1972, hijo de Marcelo Hervas Silva, quien fue representante de Ecuador en la Organización de los Estados Americanos durante el gobierno de Lucio Gutiérrez.
Debido a la profesión de su padre, tuvo su educación en Polonia, Perú y Estados Unidos; se graduó de bachiller en Quito, donde actualmente reside.
Estudió ingeniería en producción agroindustrial en la Universidad de La Sabana en Bogotá, Colombia, en donde fue elegido presidente de las facultades de ingeniería.

### Carrera profesional
Su primer emprendimiento fue una panadería llamada Nova, en donde además trabajaba como panadero los fines de semana.
Hervas tiene acciones en siete empresas en Ecuador, siendo la más destacada NovaAlimentos S.A., especializada en la exportación de brócoli congelado a países como Japón. Además, tiene acciones en la exportadora Ecualimfood, la agrícola Ecuanovagri, la importadora de camiones Savreh S.A., la vendedora de camiones Transportherber y la vendedora de repuestos Sinoparts. Además, posee acciones por $3 000 en el Hospital Metropolitano de Quito.

### Carrera política
Hervas no había estado involucrado en la política nacional anteriormente, fue en el año 2020 cuando fue invitado por la Izquierda Democrática (ID) a ser su candidato presidencial para las elecciones de 2021, a pesar de no estar afiliado al partido en ese momento, aunque sí se autodefinió como socialdemócrata.
El binomio conformado por Xavier Hervas y María Sara Jijón fue la gran sorpresa de las elecciones, quedando en cuarto lugar en la primera vuelta, superando a políticos con trayectoria como César Montúfar, Lucio Gutiérrez, entre otros. Su candidatura fue apoyada principalmente por sectores progresistas por sus posturas respecto a la legalización del aborto, el colectivo LGBT, entre otros temas. Su estrategia de campaña se caracterizó por un fuerte uso de la red social TikTok.
En la segunda vuelta apoyó a Guillermo Lasso a título personal, puesto que la Izquierda Democrática había decidido no apoyar a ningún candidato, esto causó controversia entre algunos miembros de la organización. El 20 de marzo de 2021 se afilió oficialmente a la ID, pero se desafilaría el 2 de agosto del año siguiente en medio de una disputa dentro de la organización política.
En febrero de 2022, señalaría estar en contra del aborto y generó revuelo por bloquear en Twitter cuentas de activistas feministas. Finalmente señalaría estar a favor del informe de mayoría sobre la Ley del Aborto por Violación que hace ajustes a la temporalidad, contrario a las propuestas de las organizaciones de mujeres. El mes siguiente, el presidente Lasso lo denunciaría públicamente de intentar canjear los votos de la ID con el fin de que se lo exima del pago de impuestos, a la vez que lo acusaba de evadirlos.
Actualmente es candidato a la presidencia de la República del Ecuador por el partido RETO, listas 33, .

## Controversias
Durante su primera campaña presidencial se dieron a conocer diversos procesos legales que tenía Hervas, se dio a conocer que tenía un juicio de alimentos, por lo que él se defendió argumentando que el juicio se dio para establecer los montos de manutención en el marco de un divorcio.
El 24 de marzo de 2022, el Presidente del Ecuador Guillermo Lasso afirmó en cadena nacional que Xavier Hervas lo estaba chantajeando a cambio de favores tributarios, ante lo cual Hervas respondió: “El presidente ha mentido”. A finales del 2022, Lasso confirmó que lo dicho contra Hervas, era mentira, se lo habían contado y que no tenía pruebas.
Durante su segunda campaña presidencial, el 24 de junio de 2023, el TCE recibió un recurso subjetivo contencioso con el que, el correísmo apelaba la resolución del Consejo Nacional Electoral (CNE) que calificaba como aceptada la postulación del binomio Xavier Hervas-Luz Marina Vega para la presidencia del Ecuador. El correísmo afirmaba que Hervas tenía bienes en paraísos fiscales, lo cual está prohibido por el Código de la Democracia.
La acusación fue comprobadada falsa, el pleno del TCE se reunió la tarde del jueves 6 de julio y resolvió, por unanimidad, que no se demostró que Hervas tiene bienes o capitales en paraísos fiscales.